# Gustav Carl Luders

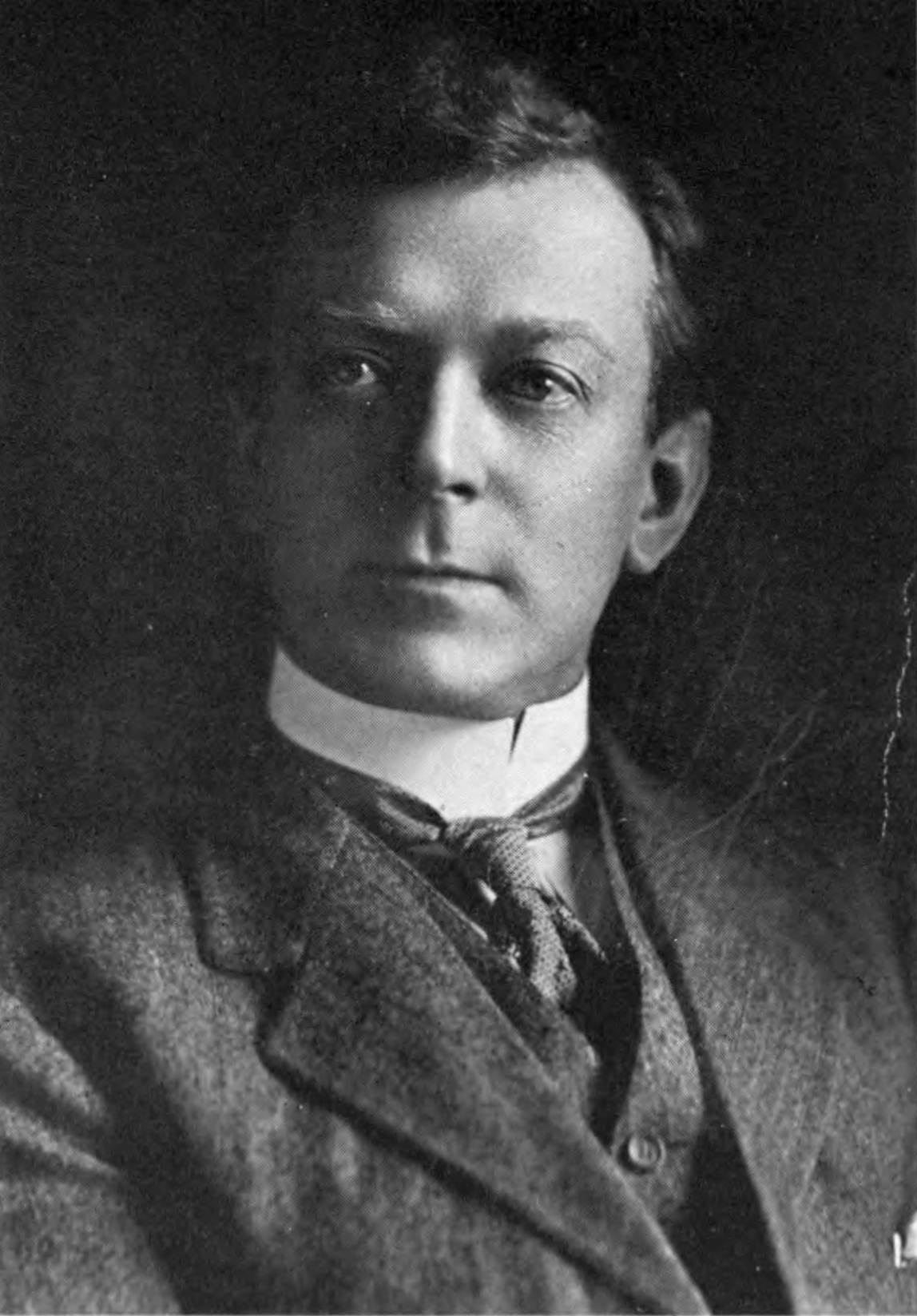
Gustav Carl Luders omstreeks 1912

Gustav Carl Luders (soms ook: Lüders) (Bremen, 13 december 1865 – New York, 24 januari 1913) was een Duits-Amerikaans componist en dirigent.

## Levensloop
Luders was militaire muzikant. Zijn militaire muziekkapel was onder anderen gestationeerd in Saksen. In deze tijd studeerde hij viool, piano en compositie bij de toenmalige concertmeester van het Gewandhausorchester Leipzig, Henri Wilhelm Petri, een uit Zeist afkomstige Nederlandse violist. In 1888 vertrok hij naar de Verenigde Staten, omdat hij daar naast de leiding van diverse orkesten ook dirigent werd bij het orkest van de "Light Opera Company" in Milwaukee. In 1889 ging haar naar Chicago en werkte als dirigent van verschillende theaterorkesten en als arrangeur en medewerker in de muziekuitgeverij Witmark. Aldaar raakte hij bekend met Henry W. Savage en producent van opera's en musicals, die op zoek was voor een componist van The Burgomaster. Na de première van deze musical vierden de muziekcritici hem als de nieuwe Victor Herbert. Hij werkte onder andere samen met de librettist en chef-redacteur van de Chicago Times-Herald Henry Pixley. Ook George Ade werkte als journalist en schrijver bij hetzelfde dagblad.  
Als componist schreef hij een aantal musicals.

## Composities

### Werken voor harmonieorkest
- 1902 The Prince of Pilsen, potpourri - bewerkt door J.M. Fulton
- 1904 Mam'selle Napoleon, potpourri - bewerkt door Anderson
- 1905 Dainty Little Ingenue, voor trombone en harmonieorkest - bewerkt door W.C. O'Hare
- 1910 The Old Town, potpourri - bewerkt door H.L. Clarke
- The Burgomaster, potpourri
- The Message of the Violet uit het musical "The Prince of Pilsen", voor kornet en harmonieorkest - bewerkt door W.C. O'Hare
- Woodland, potpourri - bewerkt door Anderson

### Muziektheater

#### Musicals
| Voltooid in | titel                                   | uitvoeringen | première                                          | libretto                           | verdere liedteksten                          | choreografie  |
| ----------- | --------------------------------------- | ------------ | ------------------------------------------------- | ---------------------------------- | -------------------------------------------- | ------------- |
| 1898        | By the Sad Sea Waves                    | 47           | 28 februari 1899, New York, Herald Square Theatre | J. Sherrie Mathews en Harry Bulger |                                              | Barney Fagan  |
| 1899        | Little Robinson Crusoe                  |              |                                                   | Harry B. Smith                     | Harry B. Smith                               |               |
| 1900        | The Burgomaster                         | 33           | 31 december 1900, New York, Manhattan Theatre     | Frank S. Pixley                    | Frank S. Pixley                              |               |
| 1901-1902   | King Dodo                               | 72           | 12 mei 1902, New York, Daly's Theatre             | Frank S. Pixley                    | Frank S. Pixley                              |               |
| 1902        | The Prince of Pilsen                    | 287          | 17 maart 1903, New York, Broadway theatre         | Frank S. Pixley                    | van de componist                             | George Marion |
| 1903        | Mam'selle Napoleon                      | 43           | 8 december 1903, New York, Knickerbocker Theatre  | Joseph W. Herbert                  | Joseph W. Herbert                            |               |
| 1904        | The Sho-Gun                             | 125          | 10 oktober 1904, New York, Wallack's Theatre      | George Ade                         |                                              | Sam Marion    |
| 1904        | Woodland                                | 100          | 21 november 1904, New York, New York Theatre      | Frank S. Pixley                    | Frank S. Pixley                              | Sam Marion    |
| 1905        | A Society Circus samen met Manuel Klein | 596          | 13 december 1905, New York, Hippodrome Theatre    | Sydney Rosenfeld                   | Sydney Rosenfeld en Manuel Klein             |               |
| 1907        | The Grand Mogul                         | 40           | 25 maart 1907, New York, New Amsterdam Theatre    | Frank S. Pixley                    | Frank S. Pixley                              |               |
| 1908        | Marcelle                                | 68           | 1 oktober 1908, New York, Casino Theatre          | Frank S. Pixley                    | Frank S. Pixley                              | David Bennett |
| 1908-1909   | The Fair Co-ed                          | 136          | 1 februari 1909, New York, Knickerbocker Theatre  | George Ade                         | George Ade                                   |               |
| 1909        | The Old Town                            | 166          | 10 januari 1910, New York, Globe Theatre          | George Ade                         | Thomas T. Railey, Vincent Bryan en Bob Adams |               |
| 1912        | The Gypsy                               | 12           | 14 november 1912, New York, Park Theatre          | Frank S. Pixley                    | Frank S. Pixley                              |               |
| 1912        | Somewhere Else                          | 8            | 20 januari 1913, New York, Broadway Theatre       | Avery Hopwood                      | Avery Hopwood                                | Dave Marion   |

### Vocale muziek

#### Liederen
- 1908 Please don't keep me waiting, voor zangstem en piano - tekst: George Ade
- 1909 The man who will not love back : hen you're burning, yearning - tekst: George Ade
- 1909 My Japance, voor zangstem en piano - tekst: George Ade